# 일래스틱서치

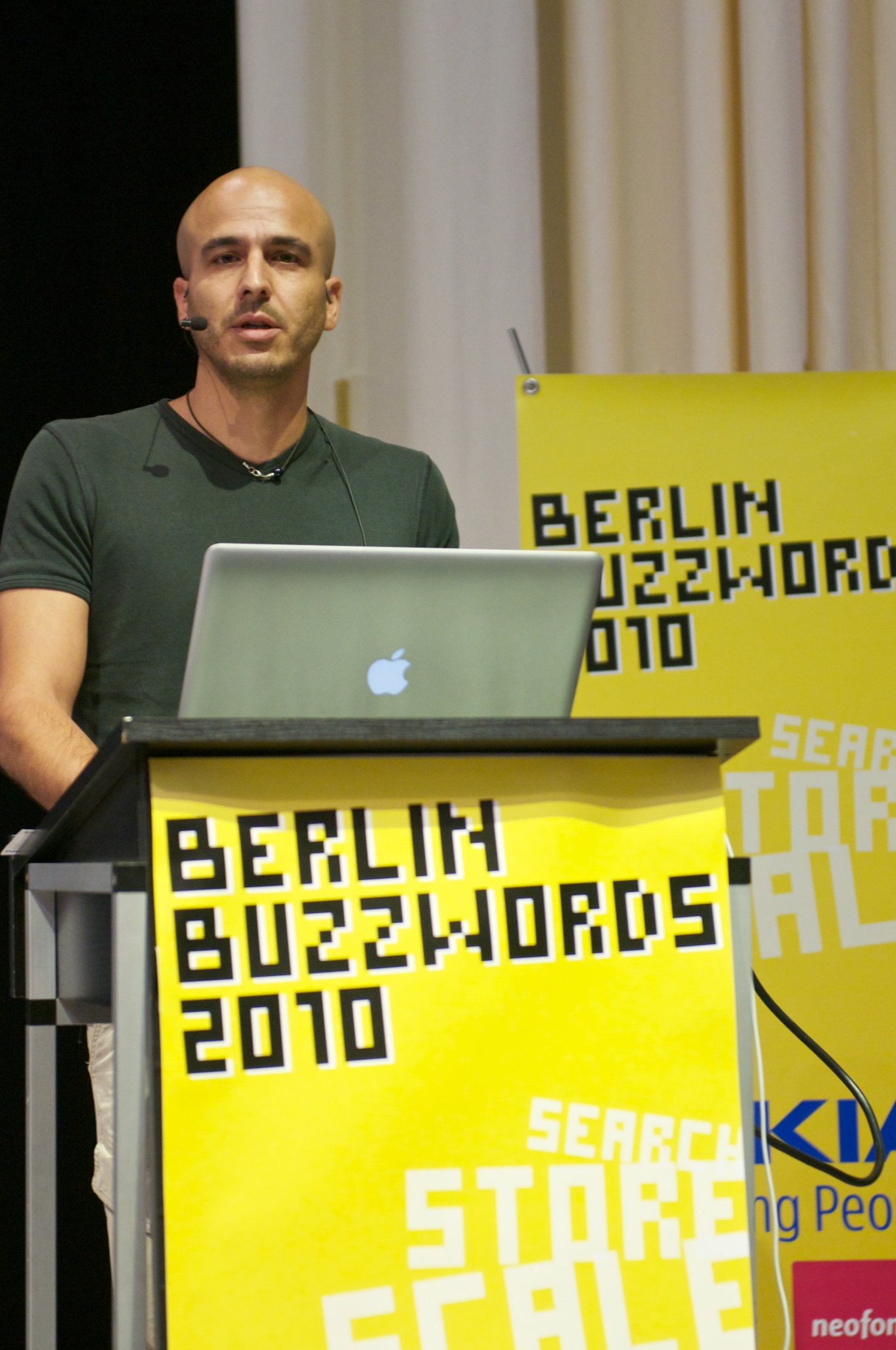
베를린 버즈워즈 2010에서 일래스틱서치에 관해 이야기하고 있는 Shay Banon.

일래스틱서치(Elasticsearch)는 루씬 기반의 검색 엔진이다. HTTP 웹 인터페이스와 스키마에서 자유로운 JSON 문서와 함께 분산 멀티테넌트 지원 전문 검색 엔진을 제공한다. 일래스틱서치는 자바로 개발되어 있으며 아파치 라이선스 조항에 의거하여 오픈 소스로 출시되어 있다. 공식 클라이언트들은 자바, 닷넷(C#), PHP, 파이썬, 그루비 등 수많은 언어로 이용이 가능하다. 일래스틱서치는 가장 대중적인 엔터프라이즈 검색 엔진으로 그 뒤를 루씬 기반의 Apache Solr가 잇는다.
일래스틱서치는 로그스태시(Logstash)라는 이름의 데이터 수집 및 로그 파싱 엔진, 그리고 키바나(Kibana)라는 이름의 분석 및 시각화 플랫폼과 함께 개발되어 있다. 이 3개의 제품들은 연동 솔루션으로 사용할 목적으로 설계되어 있으며 이를 "일래스틱 스택"(Elastic Stack, 과거 이름: ELK 스택)으로 부른다.

## 역사
| 버전                                                            | 원래 출시일 | 마지막 버전 | 출시일     | 유지 보수 상태        |
| --------------------------------------------------------------- | ----------- | ----------- | ---------- | --------------------- |
| 0.4                                                             | 2010-02-08  | 0.4.0       | 2010-02-08 | 더 이상 지원하지 않음 |
| 0.5                                                             | 2010-03-05  | 0.5.1       | 2010-03-09 | 더 이상 지원하지 않음 |
| 0.6                                                             | 2010-04-09  | 0.6.0       | 2010-04-09 | 더 이상 지원하지 않음 |
| 0.7                                                             | 2010-05-14  | 0.7.1       | 2010-05-17 | 더 이상 지원하지 않음 |
| 0.8                                                             | 2010-05-27  | 0.8.0       | 2010-05-27 | 더 이상 지원하지 않음 |
| 0.9                                                             | 2010-07-26  | 0.9.0       | 2010-07-26 | 더 이상 지원하지 않음 |
| 0.10                                                            | 2010-08-27  | 0.10.0      | 2010-08-27 | 더 이상 지원하지 않음 |
| 0.11                                                            | 2010-09-29  | 0.11.0      | 2010-09-29 | 더 이상 지원하지 않음 |
| 0.12                                                            | 2010-10-18  | 0.12.1      | 2010-10-27 | 더 이상 지원하지 않음 |
| 0.13                                                            | 2010-11-18  | 0.13.1      | 2010-12-03 | 더 이상 지원하지 않음 |
| 0.14                                                            | 2010-12-27  | 0.14.4      | 2011-01-31 | 더 이상 지원하지 않음 |
| 0.15                                                            | 2011-02-18  | 0.15.2      | 2011-03-07 | 더 이상 지원하지 않음 |
| 0.16                                                            | 2011-04-23  | 0.16.5      | 2011-07-26 | 더 이상 지원하지 않음 |
| 0.17                                                            | 2011-07-19  | 0.17.10     | 2011-11-16 | 더 이상 지원하지 않음 |
| 0.18                                                            | 2011-10-26  | 0.18.7      | 2012-01-10 | 더 이상 지원하지 않음 |
| 0.19                                                            | 2012-03-01  | 0.19.12     | 2012-12-04 | 더 이상 지원하지 않음 |
| 0.20                                                            | 2012-12-07  | 0.20.6      | 2013-03-25 | 더 이상 지원하지 않음 |
| 0.90                                                            | 2013-04-29  | 0.90.13     | 2014-03-25 | 더 이상 지원하지 않음 |
| 1.0                                                             | 2014-02-12  | 1.0.3       | 2014-04-16 | 더 이상 지원하지 않음 |
| 1.1                                                             | 2014-03-25  | 1.1.2       | 2014-05-22 | 더 이상 지원하지 않음 |
| 1.2                                                             | 2014-05-22  | 1.2.4       | 2014-08-13 | 더 이상 지원하지 않음 |
| 1.3                                                             | 2014-07-23  | 1.3.9       | 2015-02-19 | 더 이상 지원하지 않음 |
| 1.4                                                             | 2014-11-05  | 1.4.5       | 2015-04-27 | 더 이상 지원하지 않음 |
| 1.5                                                             | 2015-03-23  | 1.5.2       | 2015-04-27 | 더 이상 지원하지 않음 |
| 1.6                                                             | 2015-06-09  | 1.6.2       | 2015-07-29 | 더 이상 지원하지 않음 |
| 1.7                                                             | 2015-07-16  | 1.7.5       | 2016-02-02 | 더 이상 지원하지 않음 |
| 2.0                                                             | 2015-10-28  | 2.0.2       | 2015-12-17 | 더 이상 지원하지 않음 |
| 2.1                                                             | 2015-11-24  | 2.1.2       | 2016-02-02 | 더 이상 지원하지 않음 |
| 2.2                                                             | 2016-02-02  | 2.2.2       | 2016-03-30 | 더 이상 지원하지 않음 |
| 2.3                                                             | 2016-03-30  | 2.3.5       | 2016-08-03 | 더 이상 지원하지 않음 |
| 2.4                                                             | 2016-08-31  | 2.4.6       | 2017-07-27 | 현재 지원하고 있음    |
| 5.0                                                             | 2016-10-26  | 5.0.2       | 2016-11-29 | 현재 지원하고 있음    |
| 5.1                                                             | 2016-12-08  | 5.1.2       | 2017-01-12 | 현재 지원하고 있음    |
| 5.2                                                             | 2017-01-31  | 5.2.2       | 2017-02-28 | 현재 지원하고 있음    |
| 5.3                                                             | 2017-03-28  | 5.3.3       | 2017-06-01 | 현재 지원하고 있음    |
| 5.4                                                             | 2017-05-04  | 5.4.3       | 2017-06-27 | 현재 지원하고 있음    |
| 5.5                                                             | 2017-07-06  | 5.5.3       | 2017-07-06 | 현재 지원하고 있음    |
| 5.6                                                             | 2017-09-11  | 5.6.8       | 2018-02-20 | 현재 지원하고 있음    |
| 6.0                                                             | 2017-11-14  | 6.0.1       | 2017-12-06 | 현재 지원하고 있음    |
| 6.1                                                             | 2017-12-12  | 6.1.3       | 2018-01-16 | 현재 지원하고 있음    |
| 6.2                                                             | 2018-02-06  | 6.2.2       | 2018-02-20 | 최신                  |
| 범례:오래된 버전오래된 버전, 지원 중최신 버전최신 미리보기 버전 |             |             |            |                       |

## 개요
일래스틱서치는 모든 종류의 문서를 검색하는데 사용할 수 있다. 가변 검색 및 실시간에 가까운 검색을 제공하며 멀티테넌시를 지원한다. 일래스틱서치는 분산 방식이므로 인덱스를 여러 샤드로 나눌 수 있으며 각 샤드는 0개 이상의 복제물(replica)을 가지고 있을 수 있다. 각 노드는 하나 이상의 샤드를 관리하며 작업을 올바른 샤드로 할당시켜 주는 조율자 역할을 한다. 리밸런싱 및 라우팅은 자동으로 수행된다. 연관 데이터는 종종 동일한 인덱스에 저장되며 이는 하나 이상의 프라이머리 샤드와 0개 이상의 복제물(replica) 샤드로 이루어진다. 인덱스가 만들어지면 프라이머리 샤드의 수는 변경할 수 없다.
일래스틱서치는 루씬을 사용하며 JSON과 자바 API를 통해 모든 기능을 최대한 활용한다. 다면(facetting) 및 침투(precolating)을 지원하므로 새로운 문서들이 등록된 쿼리와 일치할 경우 통보하는데 유용할 수 있다.
그 밖의 기능으로 "게이트웨이"가 있으며 장기간의 인덱스 지속성을 관리한다. 이를테면 인덱스는 서버 충돌 시에 게이트웨이로부터 복구할 수 있다. 일래스틱서치는 실시간 GET 요청을 지원하므로 NoSQL 데이터스토어의 역할에 적합하지만 분산 트랜잭션 면에서는 부족하다.

## 사용자
일래스틱의 사용처로는 대표적으로 다음과 같다.:
- 어도비 시스템즈[73]
- Amadeus IT Group
- athenahealth
- AXS
- Center for Open Science[74]
- CERN[75]
- 엣시[76]
- EVS
- 페이스북[77]
- FDA[78]
- 포스퀘어[79]
- 깃허브[80]
- Lichess[81]
- 모질라[82]
- 넷플릭스[83]
- Pixabay[84]
- Quizlet[85]
- 쿼라[86]
- Reverb[87]
- Slurm Workload Manager
- Sophos
- 사운드클라우드[88]
- 스택 익스체인지[89]
- 스텀블어폰[90]
- 팀 파운데이션 서버[91]
- 위키미디어 재단[92]
- Zalando SE[93]

## 같이 보기
- 정보 추출